# Stizocera wagneri
Stizocera wagneri är en skalbaggsart som först beskrevs av Pierre Émile Gounelle 1913.  Stizocera wagneri ingår i släktet Stizocera och familjen långhorningar.
Artens utbredningsområde är Paraguay. Inga underarter finns listade i Catalogue of Life.